# Булчаго
Булчаго (итал. Bulciago) је насеље у Италији у округу Леко, региону Ломбардија.
Према процени из 2011. у насељу је живело 2846 становника. Насеље се налази на надморској висини од 286 м.

## Становништво
| 1951. | 1961. | 1971. | 1981. | 1991. | 2001. | 2011. |
| ----- | ----- | ----- | ----- | ----- | ----- | ----- |
| 1.773 | 1.947 | 2.448 | 2.326 | 2.610 | 2.733 | 2.948 |